# Comté de DeSoto (Floride)
Pour les articles homonymes, voir Comté de DeSoto.
Le comté de DeSoto est un comté des États-Unis situé dans l'État de Floride, aux États-Unis. Sa population était de 34 862 habitants en 2010. Son chef-lieu est Arcadia. Le comté a été fondé en 1887 et doit son nom à Hernando de Soto, un explorateur espagnol. Jusqu'en 1921 le comté était plus grand et comprenait les comtés de Charlotte, de Glades, de Hardee et de Highlands.
Le comté de DeSoto a été durement touché par l'ouragan Charley en 2004.

## Comtés adjacents
| Comté de Manatee  | Comté de Hardee    |                    |
| Comté de Sarasota | comté de DeSoto    | Comté de Highlands |
|                   | Comté de Charlotte | Comté de Glades    |

## Principale ville
- Arcadia

## Démographie
| Groupe                           | Comté de DeSoto | Floride | États-Unis |
| -------------------------------- | --------------- | ------- | ---------- |
| Blancs                           | 66,2            | 75,0    | 72,4       |
| Autres                           | 17,8            | 3,7     | 6,4        |
| Afro-Américains                  | 12,7            | 16,0    | 12,6       |
| Métis                            | 2,5             | 2,5     | 2,9        |
| Asiatiques                       | 0,5             | 2,4     | 4,8        |
| Amérindiens                      | 0,4             | 0,4     | 0,9        |
| Total                            | 100             | 100     | 100        |
|                                  |                 |         |            |
| Hispaniques et Latino-Américains | 29,9            | 22,5    | 16,7       |

Selon l'American Community Survey, en 2010 71,53 % de la population âgée de plus de 5 ans déclare parler l'anglais à la maison, 26,66 % déclare parler l'espagnol et 1,81 % une autre langue.
| 1890  | 1900  | 1910   | 1920   | 1930  | 1940  |
| ----- | ----- | ------ | ------ | ----- | ----- |
| 4 944 | 8 047 | 14 200 | 25 434 | 7 745 | 7 792 |

| 1950  | 1960   | 1970   | 1980   | 1990   | 2000   |
| ----- | ------ | ------ | ------ | ------ | ------ |
| 9 242 | 11 683 | 13 060 | 19 039 | 23 865 | 32 209 |

| 2010   | - | - | - | - | - |
| ------ | - | - | - | - | - |
| 34 862 | - | - | - | - | - |